# Lijst van loges in Gent
Deze lijst van Loges in Gent betreft zowel nog bestaande als historische loges uit de vrijmetselarij en de para-maçonnerie.
Alle hier vermelde loges zijn actief, tenzij een einddatum wordt vermeld.

## Vrijmetselarij

### Provincial Grand Lodge for the Austrian Netherlands
De provinciale grootloge van de U.G.L.E. telde één slapende loge:
- nº ... : Saint-Jean de la Discrète Impériale (Alost) (XXXX-XXXX) - Franstalig

### Grand Orient de France
Het G.O.d.F. telt één slapende loge:
- nº .. : La Saint-Napoléon du Nord (XXXX-XXXX) - Franstalig

### Grootoosten der Nederlanden
Het G.O.N. telt twee slapende loges:
- nº ... : Les Amis du Roi et de la Patrie (XXXX-XXXX) - Franstalig
- nº ... : La Félicité Bienfaisante (1804-XXXX) - Franstalig

### Grootoosten van België
Het G.O.B. telt vier actieve en één slapende loge(s):
- nº ... : La Fidélité (1838-XXXX) - Franstalig
- nº 28 : De Zwijger (1935) (i) - Nederlandstalig
- nº 43 : Les Vrais Amis (1807/1850 - (Heroprichting1960) (i) - Franstalig
- nº 87 : Acacia (1983) (i) - Nederlandstalig
- nº 124 : Bevrijding Alfa (2011) (i) - Nederlandstalig

### Belgische federatie Le Droit Humain
Het D.H. telt zeven actieve symbolische loges:
- symbolische loge nº 948 : Gaston Vandermeeren (1933) - Franstalig (XXXX)
- symbolische loge nº 1144 : Cyriel Buysse (1968) (...) - Nederlandstalig
- symbolische loge nº 1215 : Baken (1975) (...) - Nederlandstalig
- symbolische loge nº 1650 : Le Fil d'Ariane (1996) (...) - Franstalig
- symbolische loge nº 1744 : Athena (XXXX) (...) - Nederlandstalig
- symbolische loge nº 1504 : Toren van Babel (1990) (iv.) - Nederlandstalig
- symbolische loge nº 1961 : Rizoom (2012) (ii.) - Nederlandstalig

Het D.H. telt één actieve perfectieloge en soeverein kapittel:
- perfectieloge en soeverein kapittel nº 158 : Spes et Amor (XXXX) (...) - Nederlandstalig

### Grootloge van België
De G.L.B. telt acht actieve loges:
- nº 3 : Le Septentrion (1811) (ii.) - Franstalig
- nº 4 : La Liberté (1865) (iii.) - Franstalig
- nº 6 : De Zwijger (1935) (iii.) - Nederlandstalig
- nº 20 : Pieter de Zuttere (1966) (iv.) - Nederlandstalig
- nº 38 : Labyrint (1977) (ii.) - Nederlandstalig
- nº 40 : Mithras (1977) (ii.) - Nederlandstalig
- nº 47 : Osiris (1988) (i.) - Nederlandstalig
- nº 70 : Sisyphos (2007) (iii.) - Nederlandstalig
- nº ... : Michel de Montaigne (2011) (iii.) - Nederlandstalig

### Vrouwengrootloge van België
De V.G.L.B. telt twee actieve loge:
- nº 17 : Tamina (XXXX) (...)(iii) - Nederlandstalig
- n° 27 : De Vierde Pijler (XXXX) (...)(i) - Nederlandstalig

### Reguliere Grootloge van België
De R.G.L.B. telt vier actieve loges:
- nº 13 : La Fidélité (1837/1980)(vii) - tweetalig
- nº 27 : Fides et Amor (1991) (vii) - Nederlandstalig
- nº 32 : Athanor (1837-1854) (heroprichting in 1995) (vii) - Nederlandstalig
- nº 39 : Euclides (2000) (vii) - Nederlandstalig

### Grootoosten van Luxemburg
Het G.O.L. telt één actieve loge:
- nº 9 : De Ruwe Kassei (2004) (...) - Nederlandstalig

### Gran Logia Simbólica Española
De G.L.S.E. telt één actieve loge:
- nº 4 : La Luz (1973) (iv.) - Spaans- en Nederlandstalig

### Lithos Confederatie van Loges
L.C.L. telt vier actieve loges:
- nº 8 : Toren van Babel (1990, 2008) (i) - Nederlandstalig
- nº 19 : Portus (2011) - Nederlandstalig
- nº 24 : Tegenlicht (2014) - Nederlandstalig
- nº 35 : Bevrijding (1976, 2017) - Nederlandstalig
- n° 46 : Jacob Van Artevelde (2018) (xi) - Nederlandstalig

### Opperraad van de Aloude en Aangenomen Schotse Ritus van België
De Opperraad telt vier werkplaatsen:
- perfectieloge nº ... : ... (XXXX) (...) - Nederlandstalig
- soeverein kapittel nº ... : ... (XXXX) (...) - Nederlandstalig
- areopagus nº ... : ... (XXXX) (...) - Nederlandstalig
- consistorie nº ... : ... (XXXX) (...) - Nederlandstalig

### Belgische Grootloge van de Egyptische Ritus
De B.G.E.R. telt één slapende loge:
- nº ... : ... (XXXX-XXXX) - ...

## Para-Maçonnerie

### Theosofische Vereniging
De T.V. telt één actieve tak:
- Tak Vrede (XXXX) (x.) - Nederlandstalig

### A.M.O.R.C.
Het A.M.O.R.C. telt één actieve proanos:
- nº ... : Pronaos Alexa Middelaer (XXXX) (v.) - ...

### Lectorium Rosicrucianum
Het L.R. telt één actief lectorium:
- Lectorium Rosicrucianum Gent (XXXX) (vi.) - ...

## Legende
De werkplaatsen zijn terug te vinden op volgende adressen:
- i. Tussen ‘t Pas 9 9000 Gent (G.O.B./D.H./G.L.B.)
- ii. Koperstraat 5 9000 Gent (G.L.B./D.H.)
- iii. Grote Huidevettershoek 8 9000 Gent (G.L.B.)
- iv. Joseph Verdegemstraat 100 9040 Sint-Amandsberg (Gent) (G.L.B., ALMA)
- v. Lindenlei 12 9000 Gent (L.R.)
- vi. Groot begijnhof 15 9040 Sint-Amandsberg (Gent) (T.V.) Op dit adres was, tot voor kort, enkel een schaak- en toneelclub gehuisvest.
- vii. Grondwetlaan 32 9040 Sint-Amandsberg (Gent) (R.G.L.B.)
- viii. Hertogstraat 23 9000 Gent (L.C.L.)
- ix. Charles de Kerchovelaan 81 9000 GENT (ALMA)
- x. Kollekasteel, Mariakerke
- xi. Zandpoortstraat 47, Gent